# 신의 소녀들
신의 소녀들(Dupa dealuri, Beyond the Hills)은 프랑스에서 제작된 크리스티안 문쥬 감독의 2012년 드라마 영화이다. 크리스티나 플루터 등이 주연으로 출연하였다.

## 출연

### 주연
- 크리스티나 플루터
- 코스미나 스트라탄

### 조연
- 발레리우 안드리우타
- 릴리아나 모카누
- 도루 아나
- 루미니타 게오주
- 앨리너 베르준테아누

## 제작진
- 원작자: 타티아나 니큘레스큐 브랜
- 프로듀서: 크리스티안 문주
- 미술: 캘린 파푸라
- 의상: 데이너 파파루즈
- 섭외: 카탈린 도디아